# 科比利希站
科比利希站是一座布拉格地铁C线的地铁站。此站站名背景是所在的同名城市分区。